# Fußball-Weltmeisterschaft 1982/Zwischenrunde
Die Zwischenrunde der Fußball-Weltmeisterschaft 1982:

## Gruppe A
| Pl. | Land        | Sp. | S | U | N | Tore    | Diff. | Punkte |
| --- | ----------- | --- | - | - | - | ------- | ----- | ------ |
| 1.  | Polen       | 2   | 1 | 1 | 0 | 003:000 | +3    | 03:10  |
| 2.  | Sowjetunion | 2   | 1 | 1 | 0 | 001:000 | +1    | 03:10  |
| 3.  | Belgien     | 2   | 0 | 0 | 2 | 000:400 | −4    | 0:40   |

### Polen – Belgien 3:0 (2:0)
| Polen                                                      | Polen | Belgien | Belgien |
| ---------------------------------------------------------- | --- | --- | ------- |
| Polen                                                      | \| Montag, 28. Juni 1982 um 21:00 Uhr in Barcelona (Camp Nou) \| \| Zuschauer: 65.000 \| \| Schiedsrichter: Luis Paulino Siles ( Costa Rica) \| \| Spielbericht \|                                                                                   | \| Montag, 28. Juni 1982 um 21:00 Uhr in Barcelona (Camp Nou) \| \| Zuschauer: 65.000 \| \| Schiedsrichter: Luis Paulino Siles ( Costa Rica) \| \| Spielbericht \|                                                                                                 | Belgien |
| Polen                                                      | Józef Młynarczyk – Władysław Żmuda – Marek Dziuba, Paweł Janas, Stefan Majewski – Janusz Kupcewicz (82. Włodzimierz Ciołek), Waldemar Matysik, Andrzej Buncol – Grzegorz Lato, Zbigniew Boniek, Włodzimierz Smolarek Cheftrainer: Antoni Piechniczek | Theo Custers – Walter Meeuws – Michel Renquin, Luc Millecamps, Gérard Plessers (88. Marc Baecke) – Wilfried Van Moer (46. François Van Der Elst), Ludo Coeck, Franky Vercauteren, Jan Ceulemans – Alexandre Czerniatynski, Erwin Vandenbergh Cheftrainer: Guy Thys | Belgien |
| Polen                                                      | 1:0 Boniek (4.) 2:0 Boniek (26.) 3:0 Boniek (53.) | | Belgien |
| Polen                                                      | Smolarek (48.) | | Belgien |
| Montag, 28. Juni 1982 um 21:00 Uhr in Barcelona (Camp Nou) | | |         |
| Zuschauer: 65.000                                          | | |         |
| Schiedsrichter: Luis Paulino Siles ( Costa Rica)           | | |         |
| Spielbericht                                               | | |         |

### Belgien – UdSSR 0:1 (0:0)
| Belgien                                                       | Belgien | UdSSR | UdSSR |
| ------------------------------------------------------------- | --- | --- | ----- |
| Belgien                                                       | \| Donnerstag, 1. Juli 1982 um 21:00 Uhr in Barcelona (Camp Nou) \| \| Zuschauer: 40.000 \| \| Schiedsrichter: Michel Vautrot ( Frankreich) \| \| Spielbericht \| | \| Donnerstag, 1. Juli 1982 um 21:00 Uhr in Barcelona (Camp Nou) \| \| Zuschauer: 40.000 \| \| Schiedsrichter: Michel Vautrot ( Frankreich) \| \| Spielbericht \| | UdSSR |
| Belgien                                                       | Jacky Munaron – Walter Meeuws – Michel Renquin, Luc Millecamps, Maurits De Schrijver (65. Marc Millecamps) – Guy Vandersmissen (67. Alexandre Czerniatynski), Ludo Coeck, René Verheyen, Franky Vercauteren – Erwin Vandenbergh, Jan Ceulemans Cheftrainer: Guy Thys | Rinat Dassajew – Aleksandre Tschiwadse – Sjarhej Barouski, Serhij Baltatscha, Anatolij Demjanenko – Wolodymyr Bessonow, Andrij Bal (88. Witali Darasselia), Juri Gawrilow, Choren Howhannisjan – Ramas Schengelia (89. Sergei Rodionow), Oleh Blochin Cheftrainer: Konstantin Beskow | UdSSR |
| Belgien                                                       | 0:1 Howhannisjan (48.) | | UdSSR |
| Belgien                                                       | Bessonow | | UdSSR |
| Donnerstag, 1. Juli 1982 um 21:00 Uhr in Barcelona (Camp Nou) | | |       |
| Zuschauer: 40.000                                             | | |       |
| Schiedsrichter: Michel Vautrot ( Frankreich)                  | | |       |
| Spielbericht                                                  | | |       |

### Polen – UdSSR 0:0
| Polen                                                      | Polen | UdSSR | UdSSR |
| ---------------------------------------------------------- | --- | --- | ----- |
| Polen                                                      | \| Sonntag, 4. Juli 1982 um 21:00 Uhr in Barcelona (Camp Nou) \| \| Zuschauer: 65.000 \| \| Schiedsrichter: Robert Valentine ( Schottland) \| \| Spielbericht \|                                                                                     | \| Sonntag, 4. Juli 1982 um 21:00 Uhr in Barcelona (Camp Nou) \| \| Zuschauer: 65.000 \| \| Schiedsrichter: Robert Valentine ( Schottland) \| \| Spielbericht \| | UdSSR |
| Polen                                                      | Józef Młynarczyk – Władysław Żmuda – Marek Dziuba, Paweł Janas, Stefan Majewski – Grzegorz Lato, Waldemar Matysik, Janusz Kupcewicz (52. Włodzimierz Ciołek), Andrzej Buncol – Zbigniew Boniek, Włodzimierz Smolarek Cheftrainer: Antoni Piechniczek | Rinat Dassajew – Aleksandre Tschiwadse – Tengis Sulakwelidse, Serhij Baltatscha, Anatolij Demjanenko – Wolodymyr Bessonow, Sjarhej Barouski, Juri Gawrilow (79. Witali Darasselia), Choren Howhannisjan – Ramas Schengelia (58. Sergei Andrejew), Oleh Blochin Cheftrainer: Konstantin Beskow | UdSSR |
| Polen                                                      | Buncol (65.), Boniek (88.) | Tschiwadse, Barouski (87.), Baltatscha (90.) | UdSSR |
| Sonntag, 4. Juli 1982 um 21:00 Uhr in Barcelona (Camp Nou) | | |       |
| Zuschauer: 65.000                                          | | |       |
| Schiedsrichter: Robert Valentine ( Schottland)             | | |       |
| Spielbericht                                               | | |       |

## Gruppe B
| Pl. | Land           | Sp. | S | U | N | Tore    | Diff. | Punkte |
| --- | -------------- | --- | - | - | - | ------- | ----- | ------ |
| 1.  | BR Deutschland | 2   | 1 | 1 | 0 | 002:100 | +1    | 03:10  |
| 2.  | England        | 2   | 0 | 2 | 0 | 000:000 | ±0    | 02:20  |
| 3.  | Spanien        | 2   | 0 | 1 | 1 | 001:200 | −1    | 01:30  |

### BR Deutschland – England 0:0
| BR Deutschland                                                             | BR Deutschland | England | England |
| -------------------------------------------------------------------------- | --- | --- | ------- |
| BR Deutschland                                                             | \| Dienstag, 29. Juni 1982 um 21:00 Uhr in Madrid (Estadio Santiago Bernabéu) \| \| Zuschauer: 75.000 \| \| Schiedsrichter: Arnaldo Cézar Coelho ( Brasilien) \| \| Spielbericht \|                                                                                 | \| Dienstag, 29. Juni 1982 um 21:00 Uhr in Madrid (Estadio Santiago Bernabéu) \| \| Zuschauer: 75.000 \| \| Schiedsrichter: Arnaldo Cézar Coelho ( Brasilien) \| \| Spielbericht \|                          | England |
| BR Deutschland                                                             | Toni Schumacher – Uli Stielike – Manfred Kaltz, Karlheinz Förster, Hans-Peter Briegel – Bernd Förster, Wolfgang Dremmler – Hansi Müller (75. Klaus Fischer), Paul Breitner – Karl-Heinz Rummenigge , Uwe Reinders (62. Pierre Littbarski) Cheftrainer: Jupp Derwall | Peter Shilton – Mick Mills , Terry Butcher, Phil Thompson, Kenny Sansom – Steve Coppell, Ray Wilkins, Bryan Robson, Graham Rix – Trevor Francis (77. Tony Woodcock), Paul Mariner Cheftrainer: Ron Greenwood | England |
| BR Deutschland                                                             | Stielike (68.) | | England |
| Dienstag, 29. Juni 1982 um 21:00 Uhr in Madrid (Estadio Santiago Bernabéu) | | |         |
| Zuschauer: 75.000                                                          | | |         |
| Schiedsrichter: Arnaldo Cézar Coelho ( Brasilien)                          | | |         |
| Spielbericht                                                               | | |         |

### BR Deutschland – Spanien 2:1 (0:0)
| BR Deutschland                                                           | BR Deutschland | Spanien | Spanien |
| ------------------------------------------------------------------------ | --- | --- | ------- |
| BR Deutschland                                                           | \| Freitag, 2. Juli 1982 um 21:00 Uhr in Madrid (Estadio Santiago Bernabéu) \| \| Zuschauer: 90.089 \| \| Schiedsrichter: Paolo Casarin ( Italien) \| \| Spielbericht \|                                                                       | \| Freitag, 2. Juli 1982 um 21:00 Uhr in Madrid (Estadio Santiago Bernabéu) \| \| Zuschauer: 90.089 \| \| Schiedsrichter: Paolo Casarin ( Italien) \| \| Spielbericht \|                                                                                                  | Spanien |
| BR Deutschland                                                           | Toni Schumacher – Uli Stielike – Bernd Förster, Karlheinz Förster, Hans-Peter Briegel – Manfred Kaltz, Wolfgang Dremmler, Paul Breitner – Karl-Heinz Rummenigge (46. Uwe Reinders), Klaus Fischer, Pierre Littbarski Cheftrainer: Jupp Derwall | Luis Arconada – José Ramón Alexanko – Santiago Urquiaga, Miguel Tendillo, Rafael Gordillo – José Antonio Camacho, Miguel Ángel Alonso, Jesús María Zamora – Juanito (46. Roberto López Ufarte), Santillana, Quini (65. José Vicente Sánchez) Cheftrainer: José Santamaría | Spanien |
| BR Deutschland                                                           | 1:0 Littbarski (50.) 2:0 Fischer (75.) | 2:1 Zamora (82.) | Spanien |
| BR Deutschland                                                           | Fischer (5.), Briegel (84.) | Alexanko (9.), Camacho (83.), Sánchez (84.) | Spanien |
| Freitag, 2. Juli 1982 um 21:00 Uhr in Madrid (Estadio Santiago Bernabéu) | | |         |
| Zuschauer: 90.089                                                        | | |         |
| Schiedsrichter: Paolo Casarin ( Italien)                                 | | |         |
| Spielbericht                                                             | | |         |

### Spanien – England 0:0
| Spanien                                                                 | Spanien | England | England |
| ----------------------------------------------------------------------- | --- | --- | ------- |
| Spanien                                                                 | \| Montag, 5. Juli 1982 um 21:00 Uhr in Madrid (Estadio Santiago Bernabéu) \| \| Zuschauer: 75.000 \| \| Schiedsrichter: Alexis Ponnet ( Belgien) \| \| Spielbericht \| | \| Montag, 5. Juli 1982 um 21:00 Uhr in Madrid (Estadio Santiago Bernabéu) \| \| Zuschauer: 75.000 \| \| Schiedsrichter: Alexis Ponnet ( Belgien) \| \| Spielbericht \|                                                           | England |
| Spanien                                                                 | Luis Arconada – José Ramón Alexanko – Santiago Urquiaga, Miguel Tendillo (73. Antonio Maceda), Rafael Gordillo – José Antonio Camacho, Enrique Saura (67. Pedro Uralde), Miguel Ángel Alonso, Jesús María Zamora – Santillana, Jesús María Satrústegui Cheftrainer: José Santamaría | Peter Shilton – Mick Mills , Terry Butcher, Phil Thompson, Kenny Sansom – Bryan Robson, Ray Wilkins, Graham Rix (65. Trevor Brooking) – Trevor Francis, Paul Mariner, Tony Woodcock (64. Kevin Keegan) Cheftrainer: Ron Greenwood | England |
| Spanien                                                                 | Wilkins (15.) | | England |
| Montag, 5. Juli 1982 um 21:00 Uhr in Madrid (Estadio Santiago Bernabéu) | | |         |
| Zuschauer: 75.000                                                       | | |         |
| Schiedsrichter: Alexis Ponnet ( Belgien)                                | | |         |
| Spielbericht                                                            | | |         |

## Gruppe C
| Pl. | Land        | Sp. | S | U | N | Tore    | Diff. | Punkte |
| --- | ----------- | --- | - | - | - | ------- | ----- | ------ |
| 1.  | Italien     | 2   | 2 | 0 | 0 | 005:300 | +2    | 04:0   |
| 2.  | Brasilien   | 2   | 1 | 0 | 1 | 005:400 | +1    | 02:20  |
| 3.  | Argentinien | 2   | 0 | 0 | 2 | 002:500 | −3    | 0:40   |

### Italien – Argentinien 2:1 (0:0)
| Italien                                                           | Italien | Argentinien | Argentinien |
| ----------------------------------------------------------------- | --- | --- | ----------- |
| Italien                                                           | \| Dienstag, 29. Juni 1982 um 17:15 Uhr in Barcelona (Estadi Sarrià) \| \| Zuschauer: 43.000 \| \| Schiedsrichter: Nicolae Rainea ( Rumänien) \| \| Spielbericht \|                                                                                               | \| Dienstag, 29. Juni 1982 um 17:15 Uhr in Barcelona (Estadi Sarrià) \| \| Zuschauer: 43.000 \| \| Schiedsrichter: Nicolae Rainea ( Rumänien) \| \| Spielbericht \|                                                                                              | Argentinien |
| Italien                                                           | Dino Zoff – Gaetano Scirea – Claudio Gentile, Fulvio Collovati, Antonio Cabrini – Gabriele Oriali (75. Giampiero Marini), Giancarlo Antognoni, Marco Tardelli – Bruno Conti, Paolo Rossi (80. Alessandro Altobelli), Francesco Graziani Cheftrainer: Enzo Bearzot | Ubaldo Fillol – Daniel Passarella – Jorge Olguín, Luis Galván, Alberto Tarantini – Osvaldo Ardiles, Américo Gallego, Mario Kempes (58. José Daniel Valencia), Diego Maradona – Daniel Bertoni, Ramón Díaz (58. Gabriel Calderón) Cheftrainer: César Luis Menotti | Argentinien |
| Italien                                                           | 1:0 Tardelli (57.) 2:0 Cabrini (67.) | 2:1 Passarella (83.) | Argentinien |
| Italien                                                           | Gentile (1.), Rossi (15.) | Kempes (32.), Maradona (35.), Ardiles (39.) | Argentinien |
| Italien                                                           | Gallego (84.) | | Argentinien |
| Dienstag, 29. Juni 1982 um 17:15 Uhr in Barcelona (Estadi Sarrià) | | |             |
| Zuschauer: 43.000                                                 | | |             |
| Schiedsrichter: Nicolae Rainea ( Rumänien)                        | | |             |
| Spielbericht                                                      | | |             |

### Argentinien – Brasilien 1:3 (0:1)
| Argentinien                                                     | Argentinien | Brasilien | Brasilien |
| --------------------------------------------------------------- | --- | --- | --------- |
| Argentinien                                                     | \| Freitag, 2. Juli 1982 um 17:15 Uhr in Barcelona (Estadi Sarrià) \| \| Zuschauer: 44.000 \| \| Schiedsrichter: Mario Rubio Vázquez ( Mexiko) \| \| Spielbericht \|                                                                                        | \| Freitag, 2. Juli 1982 um 17:15 Uhr in Barcelona (Estadi Sarrià) \| \| Zuschauer: 44.000 \| \| Schiedsrichter: Mario Rubio Vázquez ( Mexiko) \| \| Spielbericht \| | Brasilien |
| Argentinien                                                     | Ubaldo Fillol – Daniel Passarella – Jorge Olguín, Luis Galván, Alberto Tarantini – Juan Barbas, Osvaldo Ardiles, Mario Kempes (46. Ramón Díaz) – Daniel Bertoni (65. Santiago Santamaría), Diego Maradona, Gabriel Calderón Cheftrainer: César Luis Menotti | Valdir Peres – Oscar – Leandro (82. Edevaldo), Luizinho, Júnior – Sócrates , Toninho Cerezo, Zico (83. Batista), Falcão – Serginho, Éder Cheftrainer: Telê Santana   | Brasilien |
| Argentinien                                                     | 1:3 Diaz (89.) | 0:1 Zico (11.) 0:2 Serginho (66.) 0:3 Júnior (75.) | Brasilien |
| Argentinien                                                     | Passarella (33.) | Valdir Peres (77.), Falcão (85.) | Brasilien |
| Argentinien                                                     | Maradona (85.) | | Brasilien |
| Freitag, 2. Juli 1982 um 17:15 Uhr in Barcelona (Estadi Sarrià) | | |           |
| Zuschauer: 44.000                                               | | |           |
| Schiedsrichter: Mario Rubio Vázquez ( Mexiko)                   | | |           |
| Spielbericht                                                    | | |           |

### Italien – Brasilien 3:2 (2:1)
- siehe auch: Fußballländerspiel Brasilien – Italien 1982

| Italien                                                        | Italien | Brasilien | Brasilien |
| -------------------------------------------------------------- | --- | --- | --------- |
| Italien                                                        | \| Montag, 5. Juli 1982 um 17:15 Uhr in Barcelona (Estadi Sarrià) \| \| Zuschauer: 44.000 \| \| Schiedsrichter: Abraham Klein ( Israel) \| \| Spielbericht \|                                                                                                 | \| Montag, 5. Juli 1982 um 17:15 Uhr in Barcelona (Estadi Sarrià) \| \| Zuschauer: 44.000 \| \| Schiedsrichter: Abraham Klein ( Israel) \| \| Spielbericht \| | Brasilien |
| Italien                                                        | Dino Zoff – Gaetano Scirea – Claudio Gentile, Fulvio Collovati (34. Giuseppe Bergomi), Antonio Cabrini – Bruno Conti, Gabriele Oriali, Giancarlo Antognoni, Marco Tardelli (75. Giampiero Marini) – Paolo Rossi, Francesco Graziani Cheftrainer: Enzo Bearzot | Valdir Peres – Oscar – Leandro, Luizinho, Júnior – Sócrates , Toninho Cerezo, Zico, Falcão – Serginho (69. Paulo Isidoro), Éder Cheftrainer: Telê Santana     | Brasilien |
| Italien                                                        | 1:0 Rossi (5.) 2:1 Rossi (25.) 3:2 Rossi (74.) | 1:1 Sócrates (12.) 2:2 Falcão (68.) | Brasilien |
| Italien                                                        | Gentile (13.), Oriali (78.) | | Brasilien |
| Montag, 5. Juli 1982 um 17:15 Uhr in Barcelona (Estadi Sarrià) | | |           |
| Zuschauer: 44.000                                              | | |           |
| Schiedsrichter: Abraham Klein ( Israel)                        | | |           |
| Spielbericht                                                   | | |           |

## Gruppe D
| Pl. | Land       | Sp. | S | U | N | Tore    | Diff. | Punkte |
| --- | ---------- | --- | - | - | - | ------- | ----- | ------ |
| 1.  | Frankreich | 2   | 2 | 0 | 0 | 005:100 | +4    | 04:0   |
| 2.  | Österreich | 2   | 0 | 1 | 1 | 002:300 | −1    | 01:30  |
| 3.  | Nordirland | 2   | 0 | 1 | 1 | 003:600 | −3    | 01:30  |

### Österreich – Frankreich 0:1 (0:1)
| Österreich                                                              | Österreich | Frankreich | Frankreich |
| ----------------------------------------------------------------------- | --- | --- | ---------- |
| Österreich                                                              | \| Montag, 28. Juni 1982 um 17:15 Uhr in Madrid (Estadio Vicente Calderón) \| \| Zuschauer: 37.000 \| \| Schiedsrichter: Károly Palotai ( Ungarn) \| \| Spielbericht \|                                                                                       | \| Montag, 28. Juni 1982 um 17:15 Uhr in Madrid (Estadio Vicente Calderón) \| \| Zuschauer: 37.000 \| \| Schiedsrichter: Károly Palotai ( Ungarn) \| \| Spielbericht \|                                                                               | Frankreich |
| Österreich                                                              | Friedrich Koncilia – Erich Obermayer – Bernd Krauss, Bruno Pezzey, Josef Degeorgi (46. Ernst Baumeister) – Roland Hattenberger, Herbert Prohaska, Reinhold Hintermaier, Kurt Jara (46. Kurt Welzl) – Walter Schachner, Hans Krankl Cheftrainer: Georg Schmidt | Jean-Luc Ettori – Marius Trésor – Patrick Battiston, Gérard Janvion, Maxime Bossis – Alain Giresse, Jean Tigana, Bernard Genghini (84. René Girard) – Gérard Soler, Bernard Lacombe (15. Dominique Rocheteau), Didier Six Cheftrainer: Michel Hidalgo | Frankreich |
| Österreich                                                              | 0:1 Genghini (39.) | | Frankreich |
| Österreich                                                              | Obermayer (60.) | | Frankreich |
| Montag, 28. Juni 1982 um 17:15 Uhr in Madrid (Estadio Vicente Calderón) | | |            |
| Zuschauer: 37.000                                                       | | |            |
| Schiedsrichter: Károly Palotai ( Ungarn)                                | | |            |
| Spielbericht                                                            | | |            |

### Österreich – Nordirland 2:2 (0:1)
| Österreich                                                                 | Österreich | Nordirland | Nordirland |
| -------------------------------------------------------------------------- | --- | --- | ---------- |
| Österreich                                                                 | \| Donnerstag, 1. Juli 1982 um 17:15 Uhr in Madrid (Estadio Vicente Calderón) \| \| Zuschauer: 20.000 \| \| Schiedsrichter: Adolf Prokop ( DDR) \| \| Spielbericht \|                                                                                          | \| Donnerstag, 1. Juli 1982 um 17:15 Uhr in Madrid (Estadio Vicente Calderón) \| \| Zuschauer: 20.000 \| \| Schiedsrichter: Adolf Prokop ( DDR) \| \| Spielbericht \|                                                          | Nordirland |
| Österreich                                                                 | Friedrich Koncilia – Erich Obermayer – Bernd Krauss, Bruno Pezzey, Johann Pregesbauer (46. Reinhold Hintermaier) – Andy Pichler, Herbert Prohaska, Ernst Baumeister – Walter Schachner, Gernot Jurtin, Max Hagmayr (46. Kurt Welzl) Cheftrainer: Georg Schmidt | Jim Platt – Jimmy Nicholl, Chris Nicholl, John McClelland, Sammy Nelson – Martin O’Neill , David McCreery, Sammy McIlroy – Gerry Armstrong, Billy Hamilton, Norman Whiteside (67. Noel Brotherston) Cheftrainer: Billy Bingham | Nordirland |
| Österreich                                                                 | 1:1 Pezzey (50.) 2:1 Hintermaier (68.) | 0:1 Hamilton (27.) 2:2 Hamilton (75.) | Nordirland |
| Österreich                                                                 | Pichler (86.) | | Nordirland |
| Donnerstag, 1. Juli 1982 um 17:15 Uhr in Madrid (Estadio Vicente Calderón) | | |            |
| Zuschauer: 20.000                                                          | | |            |
| Schiedsrichter: Adolf Prokop ( DDR)                                        | | |            |
| Spielbericht                                                               | | |            |

### Frankreich – Nordirland 4:1 (1:0)
| Frankreich                                                              | Frankreich | Nordirland | Nordirland |
| ----------------------------------------------------------------------- | --- | --- | ---------- |
| Frankreich                                                              | \| Sonntag, 4. Juli 1982 um 17:15 Uhr in Madrid (Estadio Vicente Calderón) \| \| Zuschauer: 37.000 \| \| Schiedsrichter: Alojzy Jarguz ( Polen) \| \| Spielbericht \|                                                                               | \| Sonntag, 4. Juli 1982 um 17:15 Uhr in Madrid (Estadio Vicente Calderón) \| \| Zuschauer: 37.000 \| \| Schiedsrichter: Alojzy Jarguz ( Polen) \| \| Spielbericht \|                                                        | Nordirland |
| Frankreich                                                              | Jean-Luc Ettori – Marius Trésor – Manuel Amoros, Gérard Janvion, Maxime Bossis – Alain Giresse, Jean Tigana, Michel Platini , Bernard Genghini – Gérard Soler (63. Didier Six), Dominique Rocheteau (73. Alain Couriol) Cheftrainer: Michel Hidalgo | Pat Jennings – Jimmy Nicholl, Chris Nicholl, John McClelland, Mal Donaghy – Martin O’Neill , David McCreery (86. John O’Neill), Sammy McIlroy – Gerry Armstrong, Billy Hamilton, Norman Whiteside Cheftrainer: Billy Bingham | Nordirland |
| Frankreich                                                              | 1:0 Giresse (33.) 2:0 Rocheteau (46.) 3:0 Rocheteau (68.) 4:1 Giresse (80.) | 3:1 Armstrong (75.) | Nordirland |
| Frankreich                                                              | Tigana (57.) | Hamilton (59.) | Nordirland |
| Sonntag, 4. Juli 1982 um 17:15 Uhr in Madrid (Estadio Vicente Calderón) | | |            |
| Zuschauer: 37.000                                                       | | |            |
| Schiedsrichter: Alojzy Jarguz ( Polen)                                  | | |            |
| Spielbericht                                                            | | |            |